# Laul Calling
Laul Calling är en talkshow på Aftonbladets webb-TV, med Robert Laul som programledare. Programmet inriktar sig på allt som har med fotboll att göra. Det första avsnittet sändes den 3 oktober 2008, och nya avsnitt kom därefter en gång i veckan, totalt 12 stycken första säsongen. Laul diskuterar tillsammans med Aftonbladetkrönikörerna Simon Bank, Erik Niva, Jennifer Wegerup och Peter Wennman både nationell och internationell fotboll. På två månader hade programmet haft en miljon unika tittare. Laul Calling sändes under fem säsonger samt en VM-säsong (sommaren 2010). Sista avsnittet, det 75:e, lades ut fredag 19 november 2010.

## Gäster i urval
Flera personligheter med anknytning till fotboll har gästat programmet, såsom Tord Grip, Tommy Söderberg, Erik Hamrén, Egil "Drillo" Olsen, Pontus Wernbloom, Anders Svensson, Emir Bajrami, Rami Shaaban, Johnny Ekström, Björn Ranelid, Erik Edman, Kennet Andersson och Ola Toivonen. Dessutom har författaren Jan Guillou och höjdhopparen Patrik Sjöberg medverkat.
Programmet produceras av Dobb production AB och spelas in i deras studio, som är belägen i Stockholm.